# Malú

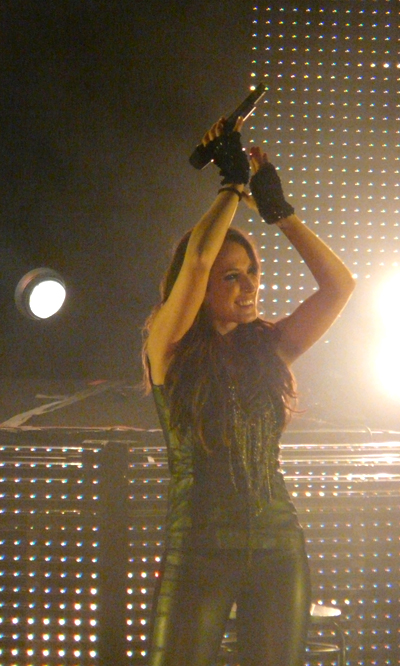
Malú

Malú (* 15. März 1982 in Madrid; eigentlich María Lucía Sánchez Benítez) ist eine spanische Sängerin. Ihr Vater, der Flamenco-Sänger Pepe de Lucía ist einer der zwei älteren Brüder des Flamenco-Gitarristen Paco de Lucía. Ihre Mutter Pepi Benítez war früher ebenfalls als Sängerin tätig.

## Biografie
Ihre Musikkarriere begann Malú mit 15 Jahren, als sie ihr späterer Produzent Jesús Yanez singen hörte. Dieser entschied sich dazu, sie bei Pep's Records zu präsentieren. Von Januar bis Februar des Jahres 1998 nahm Malú ihr erstes Album Aprendiz auf, das in Zusammenarbeit mit Alejandro Sanz entstand. Von diesem Album wurden 400.000 Exemplare verkauft. Nach einer Tour durch Spanien und Lateinamerika interpretierte sie für Walt Disney Records das Stück Reflejo für den Zeichentrickfilm Mulan.
Nach dem Erfolg von Aprendiz nahm sie 1999 das Album Cambiarás auf. Malú sagte dazu, dass der wesentliche Unterschied zum vorherigen Album die Stimme sei: „Ich habe eine viel reifere Stimme. Es war eine sehr lange Tour und sie hat mir für die Gesangsstimme viel mehr Reife gegeben, ich habe viel Erfahrung gesammelt.“ Cambiarás stieg sofort auf Platz 3 von AFYVE (Asociación Fonográfica y Videográfica Expañola, Spanischer Ton- und Videoverband) ein und verkaufte sich in nur 10 Tagen 100.000 Mal.
Danach beteiligte sie sich mit dem spanischen Volkslied A tu vera an der Aufnahme des Albums Tatuaje.
Im Mai 2001 kam ihr neues Album Esta vez in Spanien auf den Markt. Dieses dritte Album wurde von ihrem neuen Musiklabel Sony Music produziert und enthielt Stücke wie Sin tí todo anda mal, Ven a pervertirme, Me quedó grande tu amor und Toda. In Spanien wurden etwa 300.000 Kopien dieses Albums verkauft.
Mit Esta vez ging Malú in Spanien und Amerika auf Tour. Danach begann sie mit der Arbeit an ihrem vierten Album, Otra piel, welches sie am 30. Juni 2003 mit dem Stück No me extraña nada präsentierte. Titel wie Enamorada und Inevitable machten auch diese CD zu einem Erfolg.
Am Abend des 3. Februar 2004 nahm Malú im Sala Pachá in Madrid das Livealbum Por una vez auf. Dieses Album enthält ihre Erfolgstitel unter Mitwirkung von Künstlern wie David de María, Antonio Orozco, Alejandro Sanz, ihrem Vater Pepe de Lucía und ihrem Onkel Paco de Lucía. Zusammen mit einer DVD, welche die Arbeit dieser Nacht, Videos und Fotos enthält, ging die CD am 19. April in den Verkauf.
Im April 2005 veröffentlichte Malú ihr sechstes Album, das wohl persönlichste bis dahin. Produziert wurde es von Mauri Stern und Graeme Pleet und aufgenommen in Madrid und London. Es enthält Stücke wie Diles (erste Singleauskopplung), Te conozco desde siempre und Sabes bien.
Desafío ist ihr Album von 2006 mit der ersten Singleauskopplung Si estoy loca. Desafío wurde wieder von Mauri Stern produziert und ebenfalls in Madrid und London aufgenommen, wobei Malú diesmal an der kompletten Erstellung des Albums von der Auswahl der Stücke bis zur Produktion beteiligt war. In dem Videoclip ihrer zweiten Single No voy a cambiar trat der Schauspieler Alejandro Tour aus der TV-Serie Yo soy Bea auf. Im März 2007 hatte Malú dann zwei Gastauftritte im Fernsehen, einmal in der obengenannten Serie Yo soy Bea auf Telecinco und bei Manolo y Benito auf Antena 3.
Das Album Gracias (2007) ist eine Zusammenstellung von 15 Titeln aus den bisherigen sieben Alben sowie drei unveröffentlichten Bonus-Tracks. Auf DVD liegt ein Mitschnitt des Konzerts vom 29. September 2007 im Pavillon Vistalegre in Córdoba im Rahmen der Tour Desafío bei.

## Diskografie

### Alben
| Jahr | Titel Musiklabel               | Höchstplatzierung, Gesamtwochen, AuszeichnungChartsChartplatzierungen (Jahr, Titel, Musiklabel, Platzierungen, Wochen, Auszeichnungen, Anmerkungen) | Anmerkungen                                    |
| Jahr | Titel Musiklabel               | ES | Anmerkungen                                    |
| ---- | ------------------------------ | --- | ---------------------------------------------- |
| 1998 | Aprendiz Columbia Records      | ES— ×3DreifachplatinES | Erstveröffentlichung: 1998                     |
| 1999 | Cambiarás Columbia Records     | ES— PlatinES | Erstveröffentlichung: 15. November 1998        |
| 2001 | Esta vez Columbia Records      | ES41 ×2Doppelplatin · (2 Wo.)ES | Erstveröffentlichung: 14. Mai 2001             |
| 2003 | Otra piel Sony Music           | ES— GoldES | Erstveröffentlichung: 30. Juni 2003            |
| 2004 | Por una vez Sony Music         | ES72 ×2Doppelplatin · (11 Wo.)ES | Erstveröffentlichung: 19. April 2004           |
| 2005 | Malú Sony Music                | ES2 Platin · (37 Wo.)ES | Erstveröffentlichung: 3. Oktober 2005          |
| 2006 | Desafío Sony Music             | ES2 ×2Doppelplatin · (45 Wo.)ES | Erstveröffentlichung: 31. Oktober 2016         |
| 2007 | Gracias (1997–2007) Sony Music | ES10 Gold · (41 Wo.)ES | Erstveröffentlichung: 3. März 2008 Kompilation |
| 2009 | Vive Sony Music                | ES2 Platin · (40 Wo.)ES | Erstveröffentlichung: 12. März 2009            |
| 2010 | Guerra fría Sony Music         | ES1 ×2Doppelplatin · (95 Wo.)ES | Erstveröffentlichung: 8. Mai 2010              |
| 2012 | Dual Sony Music                | ES2 Platin · (83 Wo.)ES | Erstveröffentlichung: 19. November 2012        |
| 2013 | Esencial Malú Sony Music       | ES40 (12 Wo.)ES | Erstveröffentlichung: 23. Juli 2013            |
| 2013 | Sí Sony Music                  | ES1 ×3Dreifachplatin · (104 Wo.)ES | Erstveröffentlichung: 14. Oktober 2013         |
| 2014 | Todo                           | ES23 (11 Wo.)ES | Erstveröffentlichung: 2014 Boxset              |
| 2015 | Caos Sony Music                | ES1 ×2Doppelplatin · (71 Wo.)ES | Erstveröffentlichung: 27. November 2015        |
| 2018 | Oxígeno                        | ES1 Platin · (42 Wo.)ES | Erstveröffentlichung: 21. September 2018       |
| 2021 | Mil batallas                   | ES1 Gold · (32 Wo.)ES | Erstveröffentlichung: 22. Oktober 2021         |
| 2023 | A todo sí                      | ES1 (18 Wo.)ES | Erstveröffentlichung: 8. Dezember 2023         |

grau schraffiert: keine Chartdaten aus diesem Jahr verfügbar

### Singles
| Jahr | Titel Album                     | Höchstplatzierung, Gesamtwochen, AuszeichnungChartsChartplatzierungen (Jahr, Titel, Album, Platzierungen, Wochen, Auszeichnungen, Anmerkungen) | Anmerkungen                                              |
| Jahr | Titel Album                     | ES | Anmerkungen                                              |
| ---- | ------------------------------- | --- | -------------------------------------------------------- |
| 2009 | A esto le llamas amor Vive      | ES7 Gold · (17 Wo.)ES |                                                          |
| 2009 | Que nadie –                     | ES1 ×3Dreifachplatin · (41 Wo.)ES | Manuel Carrasco mit Malú                                 |
| 2009 | Nadie Vive                      | ES44 (2 Wo.)ES |                                                          |
| 2010 | Blanco y negro Guerra fría      | ES3 ×2Doppelplatin · (78 Wo.)ES | Erstveröffentlichung: 5. September 2010                  |
| 2011 | Ahora tú Guerra fría            | ES29 Gold · (12 Wo.)ES |                                                          |
| 2012 | Linda Dual                      | ES18 (2 Wo.)ES | Miguel Bosé feat. Malú                                   |
| 2012 | El amor es una cosa simple Dual | ES16 (17 Wo.)ES | Tiziano Ferro und Malú                                   |
| 2012 | Sólo el amor nos salvará Dual   | ES12 (13 Wo.)ES | Aleks Syntek und Malú                                    |
| 2012 | Vuelvo a verte Dual             | ES1 Gold · (43 Wo.)ES | Malú mit Pablo Alborán                                   |
| 2012 | Ni un segundo Dual              | ES23 (2 Wo.)ES |                                                          |
| 2013 | A prueba de ti Sí               | ES3 Platin · (35 Wo.)ES |                                                          |
| 2013 | Te voy a olvidar Sí             | ES40 (1 Wo.)ES |                                                          |
| 2013 | Desaparecer Sí                  | ES45 (1 Wo.)ES |                                                          |
| 2014 | Me fuí Sí                       | ES17 (12 Wo.)ES |                                                          |
| 2015 | No– voy a cambiar Desafío       | ES43 Platin · (73 Wo.)ES |                                                          |
| 2015 | Al alba –                       | ES50 (1 Wo.)ES | mit David Barrull                                        |
| 2015 | Deshazte de mí Sí               | ES21 Gold · (13 Wo.)ES | Erstveröffentlichung: 7. Juli 2014                       |
| 2015 | Quiero Caos                     | ES20 (16 Wo.)ES | Erstveröffentlichung: 25. September 2015                 |
| 2015 | Cenizas Caos                    | ES65 (2 Wo.)ES |                                                          |
| 2017 | Invisible Oxígeno               | ES43 Platin · (20 Wo.)ES | Erstveröffentlichung: September 2017                     |
| 2018 | Ciudad de papel Oxígeno         | ES64 (1 Wo.)ES | Erstveröffentlichung: 23. März 2018                      |
| 2018 | Llueve alegría Oxígeno          | ES80 (1 Wo.)ES | Erstveröffentlichung: 31. August 2018 mit Alejandro Sanz |

Weitere Singles
- 1997: Y si fuera ella
- 1998: Aprendiz (ES: Gold)
- 1998: Dondequiera que estés
- 1998: Reflejo (Remix)
- 1998: Como una flor (Dance Remix)
- 1998: Lucharé
- 1998: Si tú me dejas...
- 1999: Cambiarás
- 1999: Duele
- 1999: Sin caminos
- 1999: Poema de mi corazón
- 2001: Sin ti todo anda mal
- 2001: Toda
- 2001: Ven a pervertirme
- 2001: Me quedó grande tu amor
- 2001: Siempre tú
- 2001: Como cada noche
- 2001: Devuélveme la vida (Antonio Orozco feat. Malú, ES: Gold)
- 2003: No me extraña nada
- 2003: Enamorada
- 2003: Inevitable
- 2003: Cómo un ángel
- 2003: Enamorada (feat. David de María)
- 2004: Corazón partío (mit Alejandro Sanz)
- 2004: Malas tentaciones
- 2004: Por una vez
- 2005: Diles
- 2005: Te conozco desde siempre
- 2005: Sabes bien
- 2006: Si estoy loca
- 2006: No voy a cambiar
- 2018: Contradicción (ES: Gold)

### Videoalben
- 2016: Malú: ni un paso atrás (ES: Gold)